# Vojislav Marić
Vojislav Marić (en serbe cyrillique : Војислав Марић ; né le 12 janvier 1930 à Novi Sad et mort le 1er août 2021) est un mathématicien serbe. Il est membre de l'Académie serbe des sciences et des arts et membre de la Section de Novi Sad de l'Académie serbe des sciences et des arts.
Son domaine de recherche est l'analyse.

## Biographie
Né en 1930 à Novi Sad, Vojislav Marić étudie à l'université de Belgrade, où il obtient un baccalauréat universitaire ès sciences ; il poursuit ensuite ses études à l'université de Sarajevo, dont il sort avec un doctorat. Il enseigne à la Faculté de sciences naturelles et de mathématiques de l'université de Novi Sad, y devenant professeur de plein droit en 1971.
En tant que chercheur ou professeur invité, il donne des cours à l'université Stanford (1962-1963, 1967, 1996), au Centre de recherche mathématique de l'université du Wisconsin à Madison (1963), à l'université du Kentucky (1966-1968, 1978, 1985), l'université de Florence (novembre 1973-mai 1974), à l'université de Rotterdam (1990) et à l'université de Fukuoka (2007).
Il devient membre correspondant de l'Académie serbe des sciences et des arts en 1991 et membre de plein droit en 2000.